# Jaskrów
Jaskrów – wieś w Polsce położona w województwie śląskim, w powiecie częstochowskim, w gminie Mstów.

## Historia
Pierwsza wzmianka o miejscowości pochodzi z 1220 roku, z dokumentu biskupa krakowskiego Iwo Odrowąża w którym miejscowość wymieniona jest w formie Iaskrow. Kolejna wzmianka o miejscowości znajduje się w łacińskim dokumencie z 1250 roku wydanym przez papieża Innocentego IV w Lyonie gdzie wieś zanotowana została w zlatynizowanej, staropolskiej formie „Jazcrow”.
Wieś położona w końcu XVI wieku w powiecie lelowskim województwa krakowskiego była własnością klasztoru kanoników regularnych we Mstowie.
W dobie Sejmu Wielkiego Jaskrów należał do powiatu lelowskiego.
W roku 1827 wieś liczyła 41 domów i 229 mieszkańców, zaś na początku lat 80. XIX w. liczyła 52 domy i 387 mieszkańców, którzy dysponowali 533 morgami ziemi. Folwark Jaskrów obejmował wówczas obszar 1269 mórg, z czego 462 morgi ziemi ornej, 23 morgi łąk, 160 mórg pastwisk i 590 mórg lasu. Do Jaskrowa należała wówczas niewielka wieś Ołowianka, licząca 2 osady i 26 mórg użytków.
W latach 1975–1998 miejscowość administracyjnie należała do województwa częstochowskiego.